# 칼레 로반페래
칼레 로반페래(핀란드어: Kalle Rovanperä, 핀란드어 발음: [ˈkɑlːe ˈroʋɑnˌperæ], 2000년 10월 1일 ~ )는 핀란드의 랠리 드라이버이다. 현재 토요타 가주 레이싱 WRT 소속으로 월드 랠리 챔피언십에서 코드라이버 요네 할투넨(Jonne Halttunen)과 출전하고 있다. 아버지는 WRC 드라이버였던 해리 로반페래(Harri Rovanperä)이다.
라트비아 랠리에서 두 번의 타이틀을 획득하고 2017년 WRC에 데뷔하였다. 2019년 WRC2 프로에서 우승하고 2020년 상위 클래스로 콜업되었으며, 2021년 에스토니아 랠리에서 우승하여 WRC 경기에서 우승한 최연소 드라이버가 되었다. 2022년 10월 2일 2022년 뉴질랜드 랠리에서 우승하면서 최연소 WRC 드라이버 챔피언을 달성했다.
로반페래는 2023년 시즌 말에 토요타와 재계약을 하였으나, 2025년에 풀 타임 출전으로 복귀하기 전에 2024년 시즌을 일부분만 출전하기로 하였다.